# Rittergut Theeßen

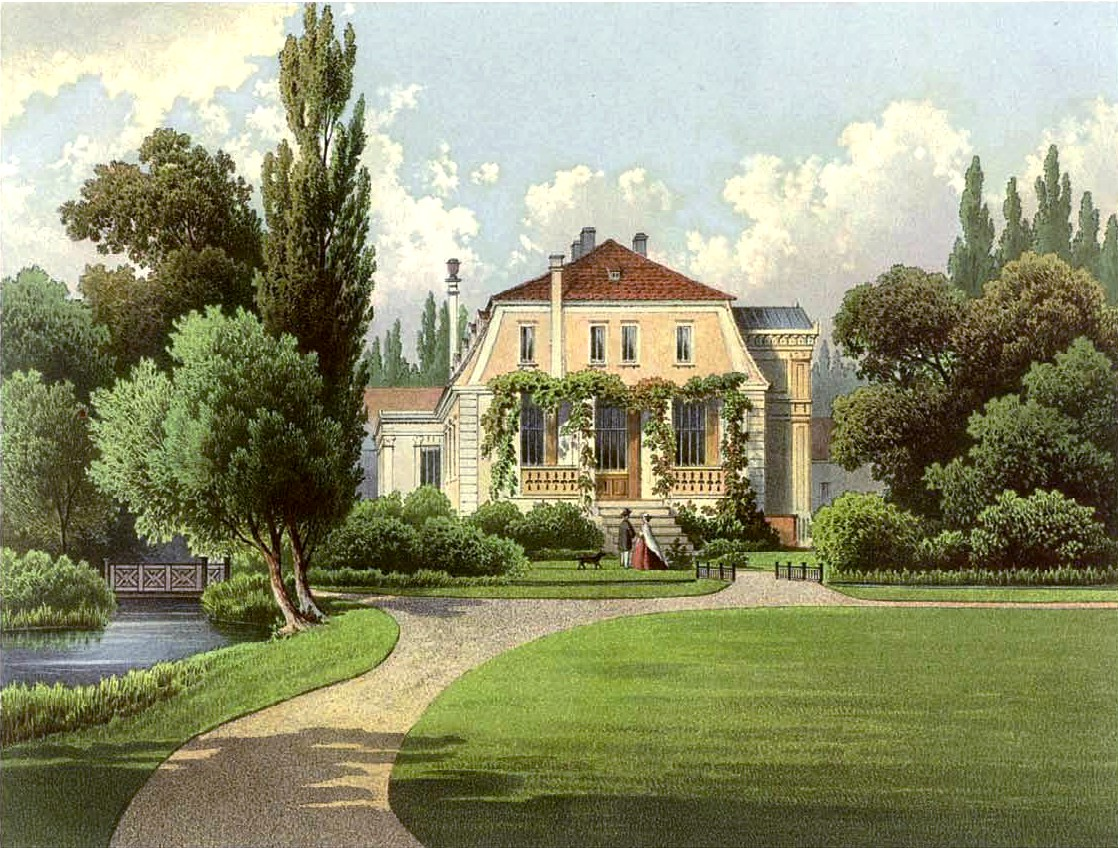
Farblithographie des Rittergut Theessen aus der Sammlung, Band 9 des Alexander Duncker von etwa 1867

Das Rittergut Theeßen, auch als Gutshaus Theeßen, Schloss Theeßen oder Theeßener Schule bezeichnet, ist ein im klassizistischen Stil umgebautes Renaissanceschloss mit mehreren umliegenden Gutsgebäuden im Ortsteil Theeßen der Stadt Möckern im Landkreis Jerichower Land in Sachsen-Anhalt.

## Geschichte
Das Rittergut Theeßen wurde auf den Resten einer alten Wasserburg errichtet, die sich an derselben Stelle befand. Die Überreste der Wasserburg stehen als Bodendenkmal unter Denkmalschutz.

### Gutshaus der Familie von Arnim (1507–1788)
Der erste namentlich bekannte Herr von Theeßen war Lippold I. von Arnim (* 1486; † 16. März 1525). Dieser erwarb im Jahr 1507 das Schloss Krüssau, die Dörfer Krüsssau, Theeßen, Gladau und Hohenseeden sowie die Schäfereien und Wiesen in den Dörfern Schattberge, Wiehe und Paretz. Darüber hinaus gehörte noch weitere Ackerfläche in den umliegenden Dörfern zum Besitz. Krüssau war zu dieser Zeit der Hauptsitz der Familie. Brandenstein wurde 1519 durch einen Tausch mit den benachbarten Herren von Plotho erworben, war aber zu diesem Zeitpunkt eine Feldmark und noch kein Rittergut. Die Familie von Arnim ist ein märkisches Uradelsgeschlecht, welches aus der Region um Arneburg in der Altmark stammt und auf den erstmals 1204 urkundlich erwähnten Alardus de Arnim zurückgeht. Ein steinernes Bildnis des Lippold I. von Arnim befindet sich noch in der Jacobuskirche in Krüssau.
Nach dem Tod Lippold I. von Arnim erbte sein Sohn Lippold II. von Arnim (* vor 1525; † 1582 in Braunschweig) die Güter in Brandenstein, Theeßen und Hohenseeden. Hinzu kamen Besitzungen in Dretzel, Wendgräben, Kleps, Klopsdorf, Dürremark und Ringelsdorf. Lippold II. war der Sohn Lippold I. aus zweiter Ehe mit Anna von Barfuss. Unter ihm wurde Brandenstein etwa 1550 zu einem Rittergut mit Vorwerk ausgebaut und zum Hauptsitz der Familie. Er heiratete Ursula von Lattorff, mit der er acht Kinder hatte.
Nach dem Tod Lippold II. von Arnim wurde Theeßen zwischenzeitlich aufgeteilt. Sein Sohn Cuno I. von Arnim († 1621/24) erbte Brandenstein, Wendgräben, Kleps und das Dorf Theeßen. Hinzu kamen Besitzungen in Wanzleben. Sein Sohn Heinrich III. von Arnim († 23. Mai 1584 in Theeßen) erbte das Rittergut Theeßen und vererbte dies kurze Zeit später wiederum an seinen Sohn Ludolf von Arnim (* 26. November 1568; † 16. Januar 1632). Nach dessen Tod ging das Rittergut wieder in den Besitz des Familienzweigs auf Brandenstein über.
Nach dem Tod Cuno I. von Arnim erbte sein Enkel, der kursächsische Rittmeister Christoph Heinrich I. von Arnim (*Juni 1607; † August 1665) die Güter in Brandenstein und Hohenseeden, sowie das nun zurückgekehrte Rittergut in Theeßen, da sein Sohn Hieronymus Andreas von Arnim bereits 1608 an der Pest verstorben war.
Nach dem Tod Christoph Heinrich I. erbte sein Sohn Franz Heinrich I. von Arnim († 14. Juni 1713 in Theeßen) die Güter in Theeßen und Hohenseeden. Dieser wiederum vererbte das Rittergut Theeßen an seinen Sohn Franz Heinrich II. von Arnim (* 20. Oktober 1690; † 6. Februar 1743 in Theeßen).
Nach dem Tod Franz Heinrich II. erbte sein Verwandter Ernst Erdmann von Arnim (* 5. Juni 1716 in Theeßen; † 3. August 1770 in Theeßen) das Rittergut Theeßen. Dieser wiederum vererbte das Rittergut Theeßen an seinen Sohn, den preußischen Landrat Wilhelm Heinrich Ernst von Arnim.
Wilhelm Heinrich Ernst von Arnim bewirtschaftete das Gut von 1777 bis 1788 sowie das 1784 dazu erworbene Rittergut Alt-Reckendorf und Anteile des Vorwerks Küsel. Aufgrund seiner finanziellen Situation war er jedoch gezwungen große Teile seines Besitzes zu verkaufen.

### Gutshaus der Kaufmannsfamilie von Pieschel (1808–1923)
Im Jahr 1808 wurde das Rittergut Theeßen gemeinsam mit den Gütern auf Altenplathow, Räckendorf und Nieplitz an den aus Magdeburg stammenden Kaufmann und späteren ersten Leiter der Pieschelschen Anstalt in Burg (bei Magdeburg) Carl Friedrich von Pieschel verkauft.
Dieser vererbte das Gut gemeinsam mit Räckendorf und Nieplitz an seinen zweiten Sohn Friedrich Wilhelm August von Pieschel (* 7. Juni 1825 in Altenplathow; † 21. November 1887 in Theeßen).
Dieser vererbte wiederum das Gut an seinen Sohn, den königlichen Landrat Arthur von Pieschel, der hier in einem der Gutsgebäude eine Spirituosenbrennerei betrieb. Zudem war er auch Mitpatron der Pfarre in Krüssau und der alleinige Patron der Kirche und Schule in Theeßen. Ihm folgte bis mindestens 1923 sein Sohn Eberhard von Pieschel, der schon zuvor größtenteils mit seiner Frau und den drei eigenen Kindern in Argentinien lebte.

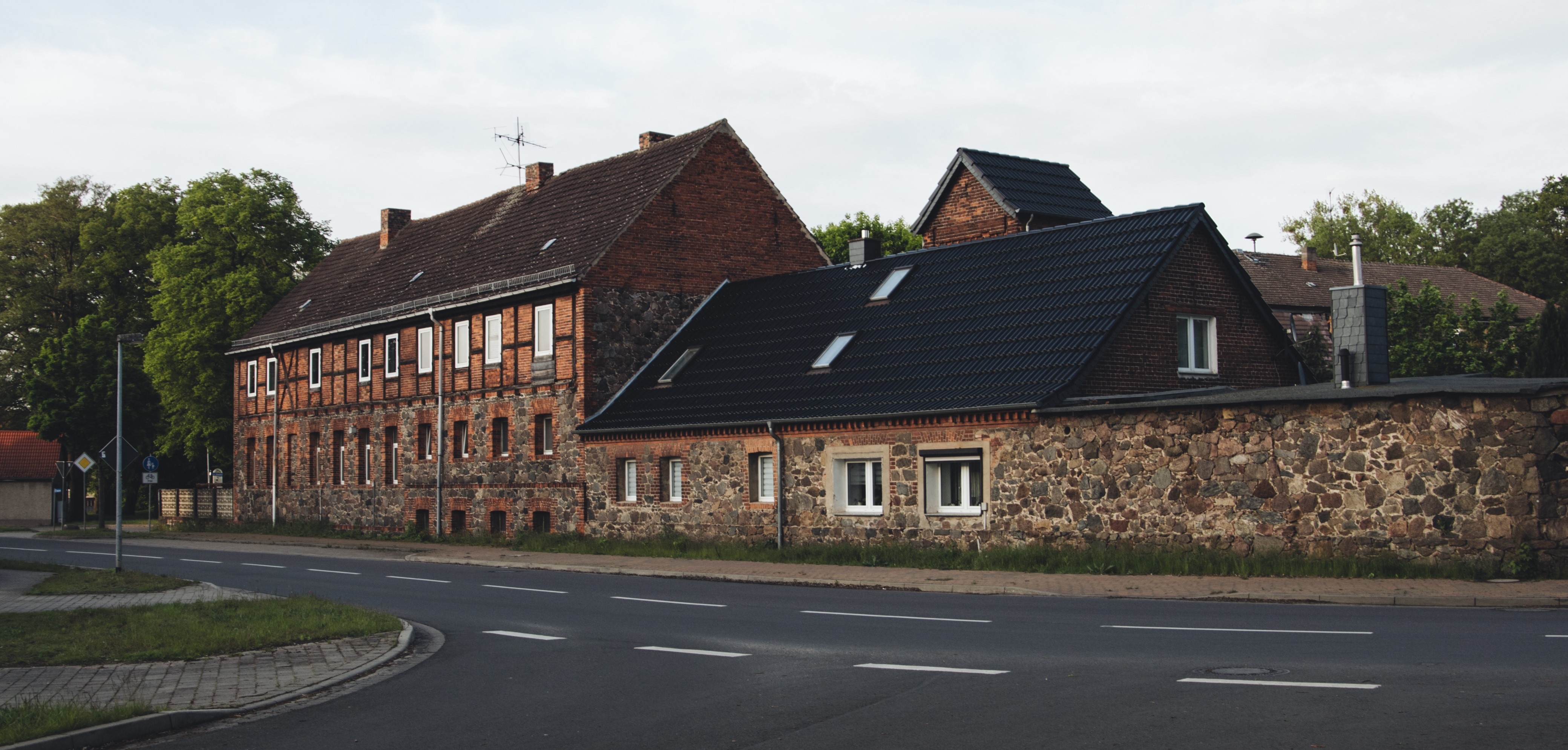
Ehemalige Gutsgebäude an der Chaussee in Theeßen

Danach waren eine Vielzahl von Pächtern und Besitzern „Herren“ von Theeßen. Mit dem Weiterverkauf wurden auch Teile des Gutes veräußert. Feld- und Waldflächen fanden ihre Käufer. Letzter Besitzer des „Restgutes“ war ein Herr Timme. Durch die Bodenreform nach dem Zweiten Weltkrieg wurde dieser enteignet. Die zum Gut gehörenden Felder, Wälder und Gutsgebäude gingen hauptsächlich an Umsiedler aus den ehemaligen deutschen Ostgebieten.
Das Schloss ging in den Besitz der Gemeinde über und wurde lange Zeit als Schule genutzt. Nach der Eingemeindung von Theeßen in die Gemeinde Möckern ging auch das Schloss in den Besitz der Stadt Möckern über, die sich dafür entschied das Schloss an einen privaten Investor zu verkaufen.
Dieser Tage befindet sich das Schloss in einem desolaten Zustand. Die übrigen Gutsgebäude sowie die ehemalige Brennerei wurden zu Wohngebäuden umgebaut und befinden sich in privatem Besitz.

## Architektur

### Gutspark Theeßen
Der Gutspark Theeßen oder heute auch Dorfpark Theeßen ist eine ursprünglich wahrscheinlich im Stil englischer Landschaftsgärten angelegte Parkanlage.
Der Park schließt östlich an das Gutshaus an und verläuft entlang der Bache, die mit mehreren Gräben den Park umschließt und dem noch erhaltenen Parkteich in der Mitte der Anlage frisches Wasser zuführt.
Der Park wurde wahrscheinlich unter Carl Friedrich von Pieschel von seinem Schwager Carl Friedrich Kohlbach und dem berühmten Gartenarchitekten Peter Joseph Lenné geplant und entworfen.
Die Parkanlage gehört seit dem 26. Februar 1969 zu den Geschützten Parkanlagen im Landkreis Jerichower Land. Im Jahr 2010 wurde dieser Schutzstatus durch den Landkreis Jerichower Land bestätigt. Somit gehört der Theeßener Dorfpark zu den 13 besonders geschützten Parkanlagen im Landkreis.

## Persönlichkeiten

### Familie von Arnim
- Lippold I. von Arnim (* 1486; † 16. März 1525), Erster Herr der Familie von Arnim auf Theeßen
- Lippold II. von Arnim (* vor 1525; † 1582 in Braunschweig), Zweiter Herr der Familie von Arnim auf Theeßen
- Heinrich III. von Arnim († 23. Mai 1584 in Theeßen), Dritter Herr der Familie von Arnim auf Theeßen
- Ludolf von Arnim (* 26. November 1568; † 16. Januar 1632), Vierter Herr der Familie von Arnim auf Theeßen
- Christoph Heinrich I. von Arnim (* Juni 1607; † August 1665), Fünfter Herr der Familie von Arnim auf Theeßen, Kursächsischer Rittmeister
- Franz Heinrich I. von Arnim († 14. Juni 1713 in Theeßen), Sechster Herr der Familie von Arnim auf Theeßen
- Franz Heinrich II. von Arnim (* 20. Oktober 1690; † 6. Februar 1743 in Theeßen), Siebter Herr der Familie von Arnim auf Theeßen
- Ernst Erdmann von Arnim (* 5. Juni 1716 in Theeßen; † 3. August 1770 in Theeßen), Achter Herr der Familie von Arnim auf Theeßen
  - Sein Großvater: Ehrenfried Christian I von Arnim (* 1640 in Theeßen; † November 1689), Herr auf Brandenstein
  - Sein Vater: Hans Ernst II von Arnim (* 24. Juni 1688 in Theeßen; † 16. Januar 1743 in Brandenstein), Herr auf Brandenstein
  - Sein Bruder: Johann Ernst August von Arnim (* 2. Februar 1723 in Theeßen; † 16. November 1797), Herr auf Brandenstein und Hohenseeden, preußischer Landrat
  - Sein Bruder: Friedrich Wilhelm VIII von Arnim (* 13. Juni 1717 in Theeßen; † 13. Februar 1765 in Theeßen), Herr auf Brandenstein
  - Seine Frau: Henriette Hedwig Ernestine von Tresckow (* 24. August 1716 in Schlagenthin; † 30. Januar 1775 in Theeßen)
  - Sein Sohn: Hans Friedrich August von Arnim (* 6. Juni 1754 in Theeßen; † 22. Mai 1772 in Rathenow)
- Wilhelm Heinrich Ernst von Arnim (* 15. Juli 1756 in Theeßen; † 9. Mai 1830 in Berlin), Neunter und letzter Herr der Familie von Arnim auf Theeßen
  - Seine Tochter Auguste Henriette Magdalena Sidonie von Münchhausen (* 12. April 1783 in Theeßen; † 17. Juni 1844 in Straußfurt)

### Familie von Pieschel
- Carl Friedrich von Pieschel (* 25. Oktober 1779 in Groß Ellingen; † 21. Mai 1855 in Magdeburg), Erster Herr der Familie von Pieschel auf Theeßen
- Friedrich Wilhelm August von Pieschel (* 7. Juni 1825 in Altenplathow; † 21. November 1887 in Theeßen), Zweiter Herr der Familie von Pieschel auf Theeßen
- Arthur von Pieschel (* 6. Juli 1850 in Theeßen; † 17. August 1922 ebenda), Dritter Herr der Familie von Pieschel auf Theeßen
- Eberhard August Hermann Karl von Pieschel (* 1882 in Naumburg; † 1969 in San Isidro (Buenos Aires)), Vierter Herr der Familie von Pieschel auf Theeßen
- Arturo Eduardo von Pieschel (* 9. Oktober 1913 in San Martin (Buenos Aires); † 16. Oktober 2006 in Vicente López (Buenos Aires)), Fünfter Herr der Familie von Pieschel auf Theeßen

### Schulleiter der Schule in Theeßen
- Kurt Paul Kuno Friedrich, letzter Schulleiter der Theeßener Schule

### Andere
- Luise Höhn, Frau des preußischer Polizeihauptmanns Friedrich Wilhelm Höhn, stammte vom Gut Theeßen.[5]